# Canoagem nos Jogos Pan-Americanos de 2019 - K-1 500 m feminino
A competição do K-1 500 metros feminino foi um dos eventos da canoagem nos Jogos Pan-Americanos de 2019. Foi disputada no Parque Natural Albúfera de Medio Mundo, em Huacho, no Peru nos dias 27 e 29 de julho.

## Calendário
Horário local (UTC-5).
| Data        | Horário | Fase      |
| ----------- | ------- | --------- |
| 27 de julho | 10:05   | Baterias  |
| 27 de julho | 12:20   | Semifinal |
| 29 de julho | 12:00   | Final     |

## Medalhistas
| Ouro   | MEX Beatriz Briones    |
| Prata  | CAN Andréanne Langlois |
| Bronze | BRA Ana Paula Vergutz  |

## Resultados

### Eliminatórias
Os dois melhores em cada bateria se classificaram diretamente para a final, e os quatro seguintes disputaram a semifinal. 
Bateria 1
| Pos. | Canoísta           | País          | Tempo    | Obs. |
| ---- | ------------------ | ------------- | -------- | ---- |
| 1    | Andréanne Langlois | CAN Canadá    | 1.54.528 | F    |
| 2    | Beatriz Briones    | MEX México    | 1.56.328 | F    |
| 3    | Paulina Contini    | ARG Argentina | 2.05.926 | SF   |
| 4    | Maoli Angulo       | ECU Equador   | 2.11.128 | SF   |
| 5    | Eliana Escalona    | VEN Venezuela | 2.11.143 | SF   |
| 6    | Francisca Cruz     | BIZ Belize    | 2.41.278 | SF   |

Bateria 2
| Pos. | Canoísta          | País               | Tempo    | Obs. |
| ---- | ----------------- | ------------------ | -------- | ---- |
| 1    | Ana Paula Vergutz | BRA Brasil         | 1.57.295 | F    |
| 2    | Elena Wolgamot    | USA Estados Unidos | 1.59.785 | F    |
| 3    | Ysumy Orellana    | CHI Chile          | 2.00.722 | SF   |
| 4    | Yurisledy Muñoz   | CUB Cuba           | 2.09.382 | SF   |
| 5    | Andrea Curbelo    | PUR Porto Rico     | 2.18.017 | SF   |
| 6    | Ariana Cruz       | PER Peru           | 2.31.225 | SF   |

### Semifinal
Os quatro primeiros colocados se classificaram para a final. 
| Pos. | Canoísta        | País           | Tempo    | Obs. |
| ---- | --------------- | -------------- | -------- | ---- |
| 1    | Ysumy Orellana  | CHI Chile      | 2:00.283 | F    |
| 2    | Paulina Contini | ARG Argentina  | 2:01.413 | F    |
| 3    | Yurisledy Muñoz | CUB Cuba       | 2:01.661 | F    |
| 4    | Maoli Angulo    | ECU Equador    | 2:06.088 | F    |
| 5    | Eliana Escalona | VEN Venezuela  | 2:08.721 |      |
| 6    | Andrea Curbelo  | PUR Porto Rico | 2:15.226 |      |
| 7    | Ariana Cruz     | PER Peru       | 2:29.348 |      |
| 8    | Francisca Cruz  | BIZ Belize     | 2:37.758 |      |

### Final
A final ocorreu dia 29 de julho às 12:00. 
| Pos.              | Canoísta           | País               | Tempo    | Obs. |
| ----------------- | ------------------ | ------------------ | -------- | ---- |
| Medalha de ouro   | Beatriz Briones    | MEX México         | 1:52.552 |      |
| Medalha de prata  | Andréanne Langlois | CAN Canadá         | 1:53.332 |      |
| Medalha de bronze | Ana Paula Vergutz  | BRA Brasil         | 1:54.294 |      |
| 4                 | Elena Wolgamot     | USA Estados Unidos | 1:58.409 |      |
| 5                 | Ysumy Orellana     | CHI Chile          | 1:59.714 |      |
| 6                 | Paulina Contini    | ARG Argentina      | 2:01.947 |      |
| 7                 | Yurisledy Muñoz    | CUB Cuba           | 2:06.252 |      |
| 8                 | Maoli Angulo       | ECU Equador        | 2:07.239 |      |